# 郭瑞龙
郭瑞龙（1943年12月1日—），中国足球运动员、教练员。

## 简历
1943年12月1日出生于云南省昆明市，抗战胜利后随父亲回到故乡北平。
1960-1970年代，郭瑞龙先后在北京少年、青年队、工人队及成年队踢足球。1975年12月，他退役并成为足球教练，先后担任主教练执教内蒙、北京青年等足球队。1980年代后期曾担任中国国家少年足球队及中国国家青年足球队的主教练。1992年至2000年，他在北京国安队担任助理教练。
2000年5月9日，他接任苏永舜成为深陷降级区的成都五牛主教练，并帮助球队在该赛季成功留在甲B。2001赛季，他和队中球员矛盾激化，9月16日，他在0比2不敌垫底球队天津立飞后被解雇。当年12月，他成为深圳平安的领队和第一助理教练。2005年2月，在朱广沪上调国家队后，他代理球队主教练率深圳健力宝参加A3联赛。5月17日，迟尚斌因球队内部矛盾激化而下课后，担任深圳队教练组组长，期间率队参加亚洲冠军联赛，在深陷财政危机的情况下淘汰韩国的水原三星蓝翼和沙烏地阿拉伯的阿赫利后，打进四强。但在10月14日，他被俱乐部解雇。
2007年12月，郭瑞龙重新出山，来到安徽九方队担任主教练。2008年4月15日以个人身体健康欠佳辞职，只在安徽队待了4个月。2008年6月，在乙级球队温州明日担任主教练。
2013年8月，他成为乙级球队河北中基主教练，并率队获得联赛亚军，升级到中甲联赛。赛季结束后并没有和球队续约而离队。